# 南美浣熊属
南美浣熊属（学名：Nasua）是食肉目浣熊科的一属，分布于美国西南部至南美洲一带的森林地区。多白天活动，5～6只乃至40只一群。尾细长，有深色环带，行动时竖立。善爬树，杂食性。本属包括以下几种：
- 白鼻浣熊（Nasua narica）
- 南美浣熊（Nasua nasua）
- 科岛浣熊（Nasua nelsoni）

其中科岛浣熊有时被认为是白鼻浣熊的一个亚种（N. narica nelsoni）。